# Heinz Weber
Heinz Weber (Dresden, Saksen, 28 mei 1927 – 2013) was een Duits componist, dirigent en pianist.

## Biografie
Weber studeerde aan de Hochschule für Musik und Theater in München en is afgestudeerd in 1950. Aansluitend deed hij veel ervaring op als volontair aan de Bayerische Staatsoper in München. In de volgende 23 jaren werkte hij als pianist, kapelmeester en als artistiek leider van het Bayerische Staatsschauspiel in München. Sinds 1963 was hij hoofd van de opera- en liederenklas aan de vakacademie van de stad München en daarnaast ook piano-begeleider en assistent van onder andere Wolfgang Fortner. Sinds 1985 is hij met pensioen en woont in Absam in Tirol. Van 1986 tot 1996 was hij dirigent van de Bundesbahnkapelle in Innsbruck. 

## Composities

### Werken voor harmonieorkest
- 1988 Festliche Fanfare
- Grimmscher Marsch (Wieder daheim!)
- Noch mal jung sein
- Prinz-Anton-Marsch